# Distrito de Lambayeque

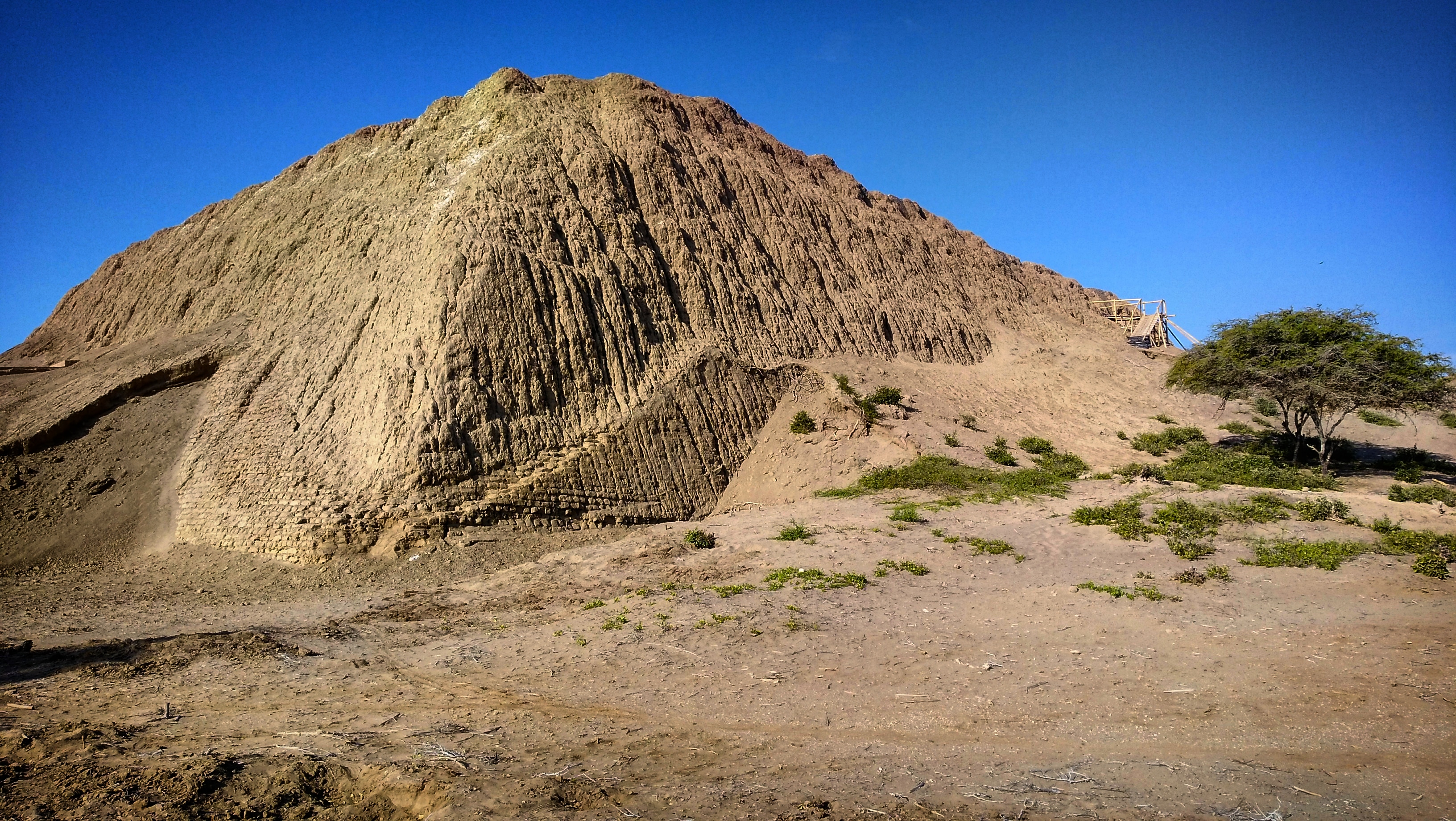
Complejo arqueológico Chotuna Chornancap

El distrito de Lambayeque es uno de los doce que conforman la provincia de Lambayeque, ubicada en el departamento de Lambayeque en la costa norte del Perú.

## Historia
El distrito fue creado por el General José de San Martín, integrando la Provincia de Lambayeque, el 12 de febrero de 1821, según el Reglamento Provisional, formando parte del Departamento de Trujillo.

## Geografía
Posee una extensión de 325,1 km². La mayor parte de la superficie comprende fértiles valles que se originan gracias al río Lambayeque aunque también presenta terrenos arenosos y dunas.

## Demografía
Según el Censo del 2017, el distrito de Lambayeque cuenta con una población de 71 425 habitantes y se proyecta que para el 2020 sea de 79 845 habitantes.

### Centros poblados
Según el Directorio Nacional de Centros Poblados, el distrito de Lambayeque cuenta con 72 localidades, siendo los más poblados los siguientes:
| Centro Poblado  | Tipo de Localidad | Población 2017 |
| --------------- | ----------------- | -------------- |
| Lambayeque      | Ciudad            | 60,870         |
| Mocce Antiguo   | Pueblo            | 1,713          |
| Punto Nueve     | Pueblo            | 1,178          |
| Virgen Purísima | Pueblo            | 1,060          |

### Etnografía
| Etnia                     | Personas | Pocentaje |
| ------------------------- | -------- | --------- |
| Afroperuanos              | 6 331    | 10,98%    |
| Amazónicos                | 102      | 0,17%     |
| Andinos (Quechua, Aimara) | 2 422    | 4,20%     |
| Asiáticos (Tusán, Nikkei) | 36       | 0,06%     |
| Blancos                   | 3 976    | 6,90%     |
| Mestizos                  | 42 366   | 73,53%    |
| Otras etnias              | 1 036    | 1,79%     |
| Otras etnias originarias  | 118      | 0,20%     |
| No sabe, no responde      | 1 230    | 2,13%     |
| Total                     | 57 617   | 100%      |

## Autoridades
- 2015-2018[3]
  - Alcalde: Ricardo Velezmoro, del Partido Alianza para el Progreso (APP).
  - Regidores: Monica Giuliana Toscanelli Rodríguez (APP), Iván Alonso Marx Herrera Bernabé (APP), César Antonio Zeña Santamaría (APP), Augusta Ercilia Sorogastua Damián (APP), Miguel Ángel Ydrogo Díaz (APP), Luis Enrique Barandiarán Gonzaga (APP), Víctor Manuel Suclupe Llontop (APP), Francisco Javier Mesta Rivadeneira (Partido Aprista Peruano), Armando Rivas Guevara (Partido Aprista Peruano), Carlos Augusto Diaz Junco (Fuerza Popular), Joaquín Teodomiro Chávez Siancas (Fuerza Popular).

### Policiales
- Comisaría
  - Comisarioː Cmdte. Jesús Vera Vera.[4]

### Religiosas
- Diócesis de Chiclayo[5]
  - Obispo de Chiclayo: Mons. Robert Francis Prevost, OSA[6]
- Parroquia San Pedro[7]
  - Párrocoː Pbro. José Manuel Zamora Romero.
  - Vicaría Parroquialː Pbro. Edwin Freddy Beltrán García, Pbro. José Evaristo Zapata Carrasco y Pbro. Hugo Gabriel Sánchez Romero.

## Festividades
- 20 de enero – San Sebastián.
- Marzo o abril - Semana Santa.
- 18 de octubre – Señor de los Milagros, fiesta religiosa
- 27 de diciembre – Aniversario de la Proclamación de la independencia y semana de Lambayeque, fiesta cívica.